# Irena Karel
Irena Karel, née le 10 août 1949 à Lwów, est une actrice de théâtre et cinéma polonaise.

## Biographie
Elle est diplômée de l'Académie de théâtre Alexandre-Zelwerowicz à Varsovie en 1964. Dans les années 1964-1977, elle se produit au Théâtre de la Comédie de Varsovie. Elle est mariée à Zygmunt Samosiuk, directeur de photographie polonais[réf. nécessaire].

## Filmographie partielle

### Cinéma
- 1964 : Le Pingouin de Jerzy Stefan Stawiński : une copine à Basia
- 1969 : Colonel Wolodyjowski de Jerzy Hoffman : Ewa Nowowiejska
- 1970 : Signal, une aventure dans l'espace de Gottfried Kolditz : Juana
- 1980 : l'Ours de Stanisław Bareja : caissière à l'aéroport